# Artilharia de foguetes

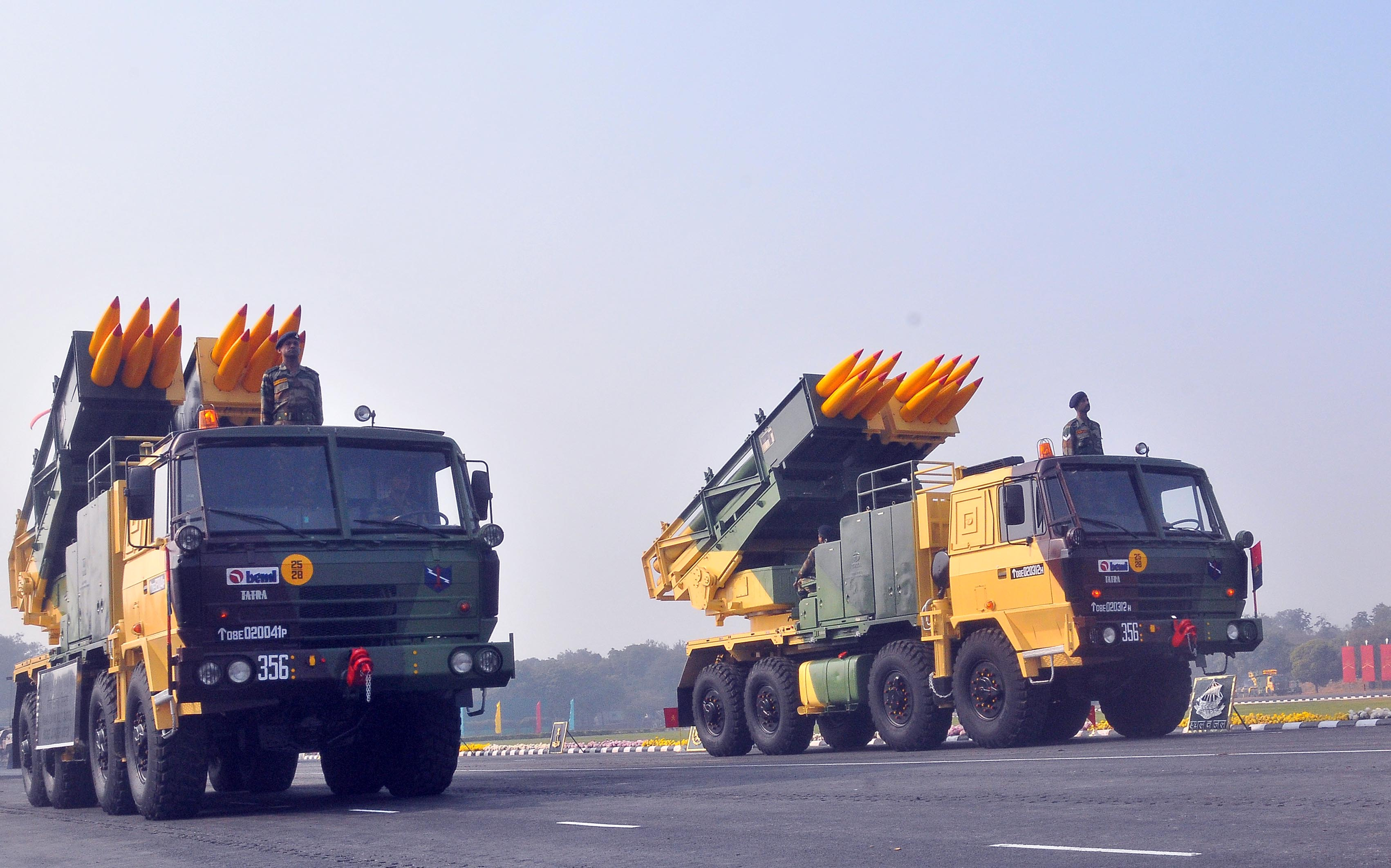
Lançadores de foguete WM-80 MRL.

A artilharia de foguetes é um ramo da artilharia de campanha dos exércitos que tem como missão apoiar as forças de manobra (infantaria, cavalaria e carros de combate). Utiliza como munição foguetes, que são disparados a partir de lançadoras específicas.

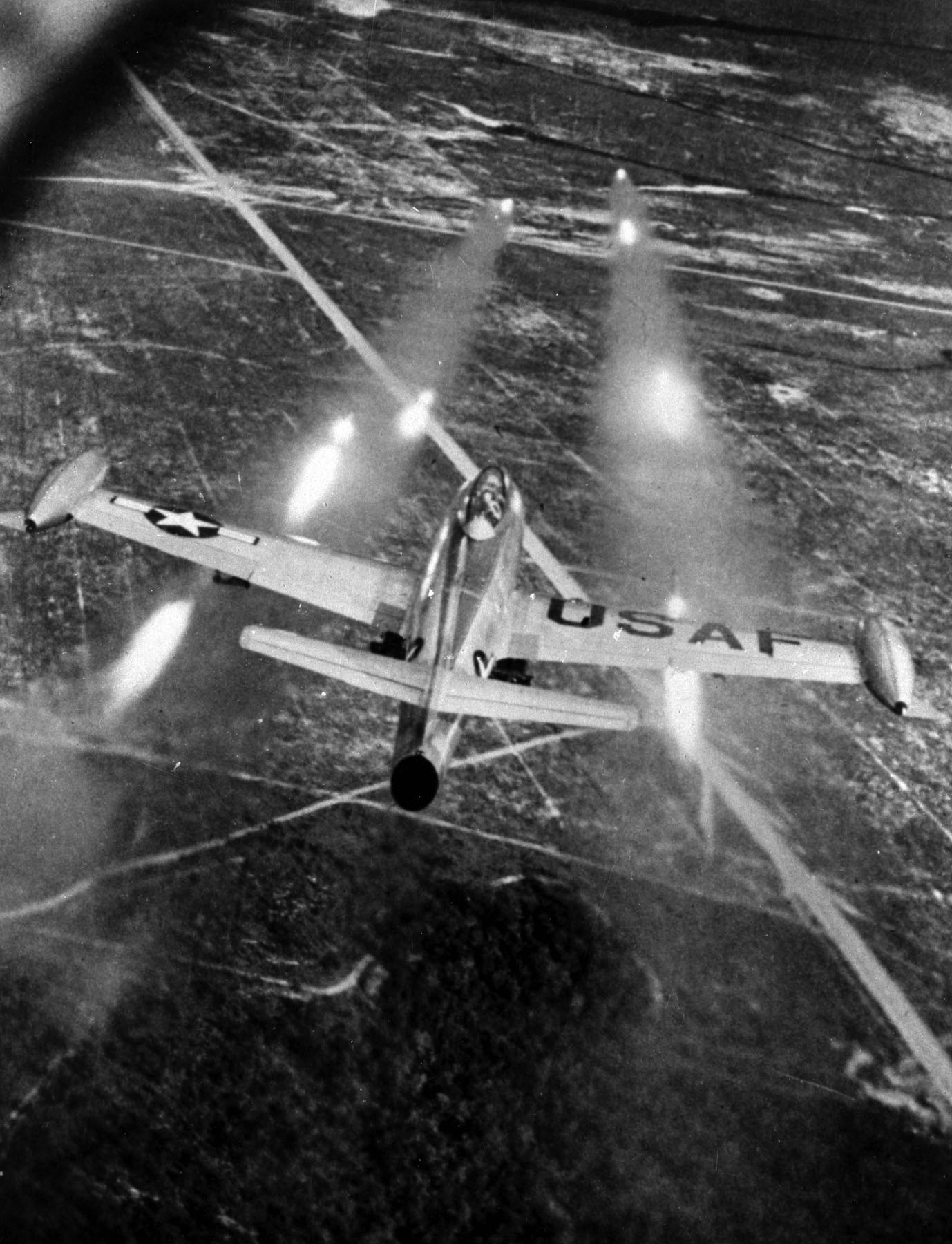
Um caça F-84 lançando seus foguetes.

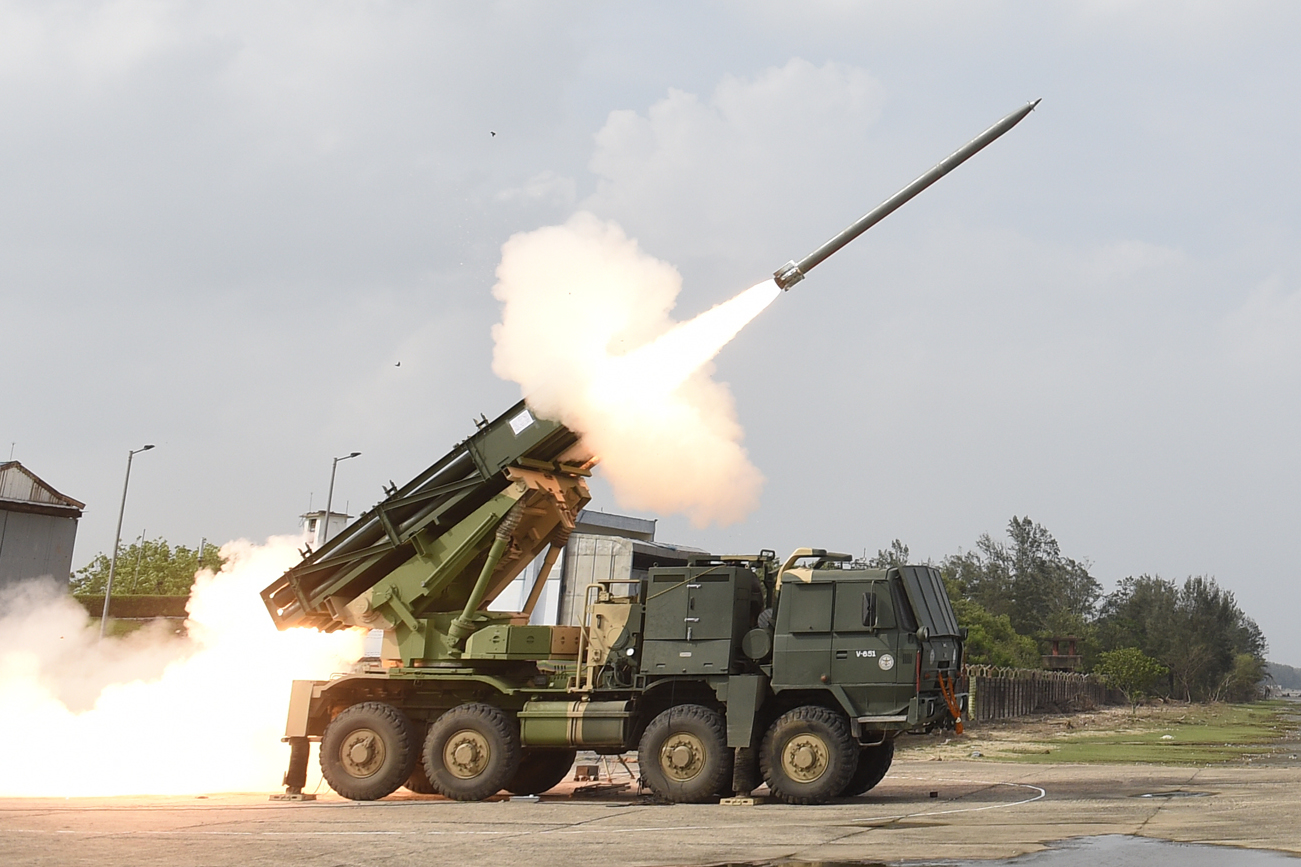
Sistema de lançamento de foguetes de artilharia Pinaka, da Índia.

No Brasil, existe o lançador múltiplo de foguetes ASTROS II, que é utilizado pelo Exército Brasileiro. Utilizam-se os foguetes SS-30, SS-40 e SS-60, com alcances de 30, 40 e 60 km respectivamente. A unidade que emprega esse material é o 6º Grupo de Mísseis e Foguetes, situado em Formosa, Goiás. O Projeto ASTROS 2020 atualmente em curso no Exército Brasileiro prevê o desenvolvimento de um míssil com alcance de 300 km, além da modernização do sistema de lançamento de foguetes. As novas viaturas do sistema foram entregues recentemente à Força Terrestre Brasileira.